# Бугимен (фильм, 1982)
«Бугимен» (англ. The Boogeyman) — американский короткометражный фильм ужасов 1982 года режиссёра Джеффри С. Широ, снятый по рассказу Стивена Кинга «И пришёл бука» (The Boogeyman, 1973).

## Сюжет
У Лестера Биллингса было трое детей, которые поочерёдно погибли. На приёме у психолога отец уверенно утверждал, что детей убивал некий Бугимен — монстр из шкафа, часто живущий в воображении детей. И Лестер ждал того дня, когда Бугимен придёт и за ним самим. Несчастный одинокий отец верил, что убийца жил в его шкафу, где он его и поджидал. При этом Лестер сам его до смерти боится.

## Актёры
| Актёр             | Роль                   |
| ----------------- | ---------------------- |
| Майкл Рид         | Лестер Биллингс отец   |
| Берт Линдер       | доктор Харпер психолог |
| Теренс Брэнди     | Гарленд сержант        |
| Мелинда Силверман | Рита Биллингс          |
| Джером Биндер     | коронер                |
| Бобби Персицелли  | Денни                  |
| Майкл Дагошино    | сосед                  |
| Нэнси Линдеберг   | соседка                |
| Джеймс Холмс      | муж                    |
| Росс МакДональд   | 1-й коп                |
| Дейв Бафф         | 2-й коп                |
| Рич Уэст          | 1-й служитель          |
| Джон Коте         | 2-й служитель          |

Озвучивание: Брук Трайвес (голос диспетчера).